# Resolutie 1722 Veiligheidsraad Verenigde Naties
Resolutie 1722 van de Veiligheidsraad van de Verenigde Naties werd unaniem door de Veiligheidsraad van de Verenigde Naties aangenomen op 21 november 2006, en verlengde de autorisatie van de EUFOR Althea-missie in Bosnië en Herzegovina met een jaar.

## Achtergrond
In 1980 overleed de Joegoslavische leider Tito, die decennialang de bindende kracht was geweest tussen de zes deelstaten van het land. Na zijn dood kende het nationalisme een sterke opmars, en in 1991 verklaarden verschillende deelstaten zich onafhankelijk. Zo ook Bosnië en Herzegovina, waar in 1992 een burgeroorlog ontstond tussen de Bosniakken, Kroaten en Serviërs. Deze oorlog, waarbij etnische zuiveringen plaatsvonden, ging door tot in 1995 vrede werd gesloten. Hierop werd de NAVO-operatie IFOR gestuurd die de uitvoering ervan moest afdwingen. Die werd in 1996 vervangen door SFOR, die op zijn beurt in 2004 werd vervangen door de Europese operatie EUFOR Althea.

## Inhoud
De partijen werden nogmaals herinnert aan hun verplichtingen onder de akkoorden, waaronder het Akkoord van Dayton, en hun eigen verantwoordelijkheid voor de uitvoering van die akkoorden.
De lidstaten werden geautoriseerd om via of in samenwerking met de Europese Unie de multinationale stabilisatiemacht EUFOR Althea opnieuw op te richten voor een periode van twaalf maanden.
Ook werden ze geautoriseerd om het NAVO-hoofdkwartier in Bosnië en Herzegovina te behouden om in samenwerking met EUFOR de vredesakkoorden mee uit te voeren.
Verder mochten ze ook weer alle nodige maatregelen nemen om de naleving van de annexen 1-A en 2 van het vredesakkoord af te dwingen, EUFOR en de NAVO-aanwezigheid te verdedigen en de naleving van de regels inzake het luchtverkeer boven Bosnië en Herzegovina te verzekeren.

## Verwante resoluties
- Resolutie 1660 Veiligheidsraad Verenigde Naties
- Resolutie 1668 Veiligheidsraad Verenigde Naties
- Resolutie 1764 Veiligheidsraad Verenigde Naties (2007)
- Resolutie 1775 Veiligheidsraad Verenigde Naties (2007)

Lijst ·  1652 ·  1653 ·  1654 ·  1655 ·  1656 ·  1657 ·  1658 ·  1659 ·  1660 ·  1661 ·  1662 ·  1663 ·  1664 ·  1665 ·  1666 ·  1667 ·  1668 ·  1669 ·  1670 ·  1671 ·  1672 ·  1673 ·  1674 ·  1675 ·  1676 ·  1677 ·  1678 ·  1679 ·  1680 ·  1681 ·  1682 ·  1683 ·  1684 ·  1685 ·  1686 ·  1687 ·  1688 ·  1689 ·  1690 ·  1691 ·  1692 ·  1693 ·  1694 ·  1695 ·  1696 ·  1697 ·  1698 ·  1699 ·  1700 ·  1701 ·  1702 ·  1703 ·  1704 ·  1705 ·  1706 ·  1707 ·  1708 ·  1709 ·  1710 ·  1711 ·  1712 ·  1713 ·  1714 ·  1715 ·  1716 ·  1717 ·  1718 ·  1719 ·  1720 ·  1721 ·  1722 ·  1723 ·  1724 ·  1725 ·  1726 ·  1727 ·  1728 ·  1729 ·  1730 ·  1731 ·  1732 ·  1733 ·  1734 ·  1735 ·  1736 ·  1737 ·  1738